# 부르보네

부르보네(프랑스어: Bourbonnais)는 프랑스의 옛 프로뱅스(province)로, 대략 오늘날의 데파르트망 알리에와 셰르의 위치에 있었다. 중심 도시는 물랭이었다.

## 같이 보기
- 부르봉 라르샹보
- 부르봉가